# Tiotropium bromide
Tiotropium bromide, được bán dưới tên thương hiệu Spiriva và các nhãn khác, là một thuốc giãn phế quản có tác dụng dài được sử dụng trong quản lý bệnh phổi tắc nghẽn mãn tính (COPD) và hen suyễn. Cụ thể, nó được sử dụng để cố gắng ngăn chặn các giai đoạn xấu đi thay vì cho các giai đoạn đó. Nó được sử dụng bằng cách hít qua miệng. Khởi phát thường bắt đầu trong vòng nửa giờ và kéo dài trong 24 giờ.
Tác dụng phụ thường gặp bao gồm khô miệng, sổ mũi, nhiễm trùng đường hô hấp trên, khó thở và đau đầu. Các tác dụng phụ nghiêm trọng có thể bao gồm phù mạch, co thắt phế quản nặng hơn và kéo dài QT. Bằng chứng dự kiến đã không tìm thấy tác hại trong khi mang thai, tuy nhiên, việc sử dụng như vậy chưa được nghiên cứu kỹ. Nó là một loại thuốc chống cholinergic và hoạt động bằng cách ngăn chặn hành động acetylcholine trên cơ trơn.
Tiotropium được cấp bằng sáng chế vào năm 1989 và được chấp thuận cho sử dụng y tế vào năm 2002. Tại Hoa Kỳ, chi phí bán buôn là khoảng 13,75 USD mỗi liều vào năm 2019. Ở Anh, một liều thuốc khiến NHS mất khoảng 0,86 pound vào năm 2019. Năm 2016, đây là loại thuốc được kê đơn nhiều thứ 95 tại Hoa Kỳ với hơn 8 triệu đơn thuốc. Không có phiên bản thuốc gốc có sẵn ở Hoa Kỳ kể từ năm 2019.

## Sử dụng trong y tế
Tiotropium được sử dụng để điều trị duy trì bệnh phổi tắc nghẽn mạn tính (COPD) bao gồm viêm phế quản mãn tính và khí phế thũng. Tuy nhiên, nó không được sử dụng cho các đợt nghẽn cấp tính.

## Tác dụng bất lợi
Tác dụng bất lợi chủ yếu liên quan đến tác dụng chống động kinh của nó. Phản ứng có hại của thuốc thường gặp (≥1% bệnh nhân) liên quan đến trị liệu bằng tiotropium bao gồm: khô miệng và/hoặc kích ứng họng. Hiếm khi (<0,1% bệnh nhân) điều trị có liên quan đến: bí tiểu, táo bón, cấp góc đóng cửa tăng nhãn áp, đánh trống ngực (đặc biệt là nhịp tim nhanh trên thất và rung nhĩ) và/hoặc dị ứng (phát ban, phù mạch, sốc phản vệ).